# Signetics

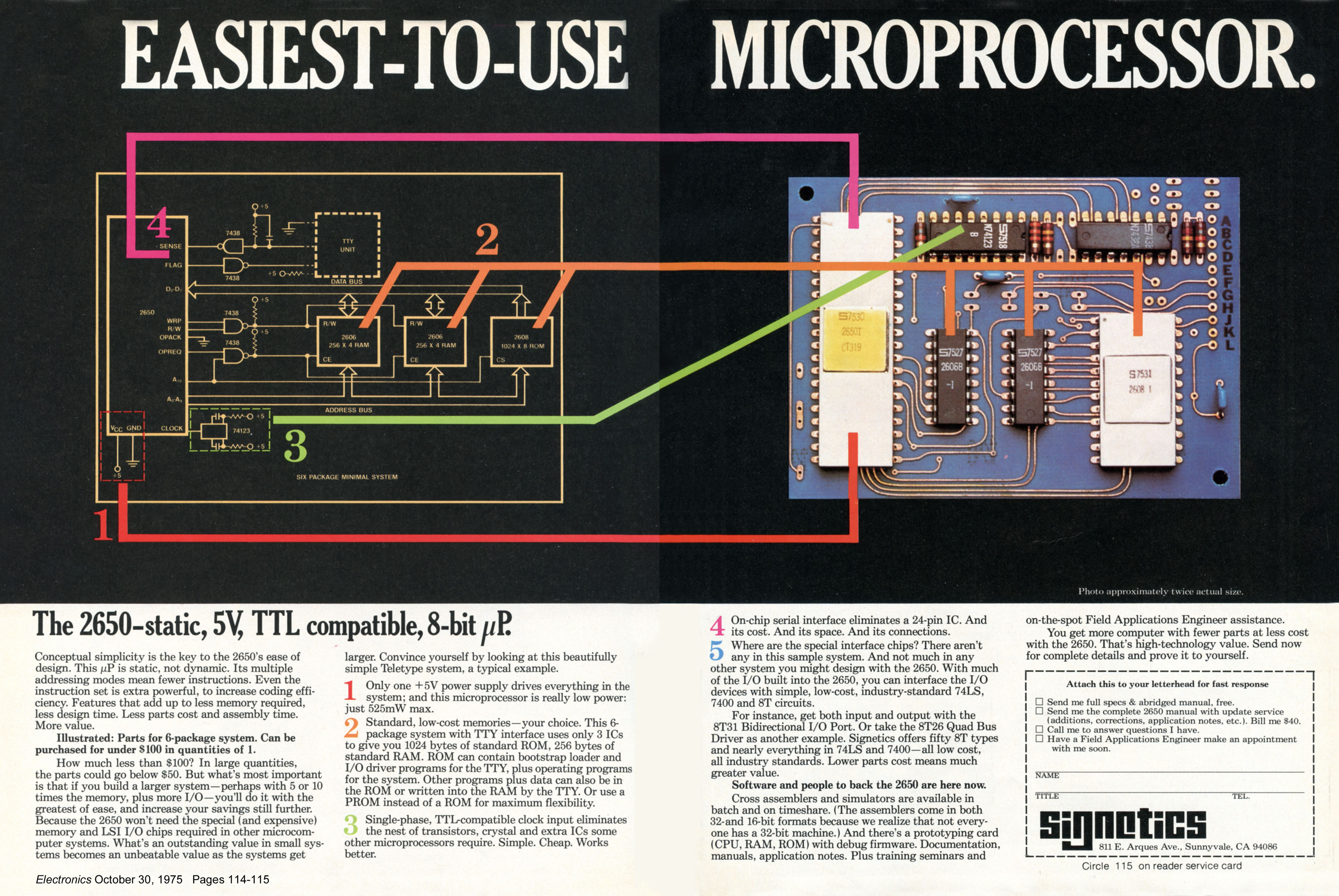
Propagace obvodu Signetics 2650

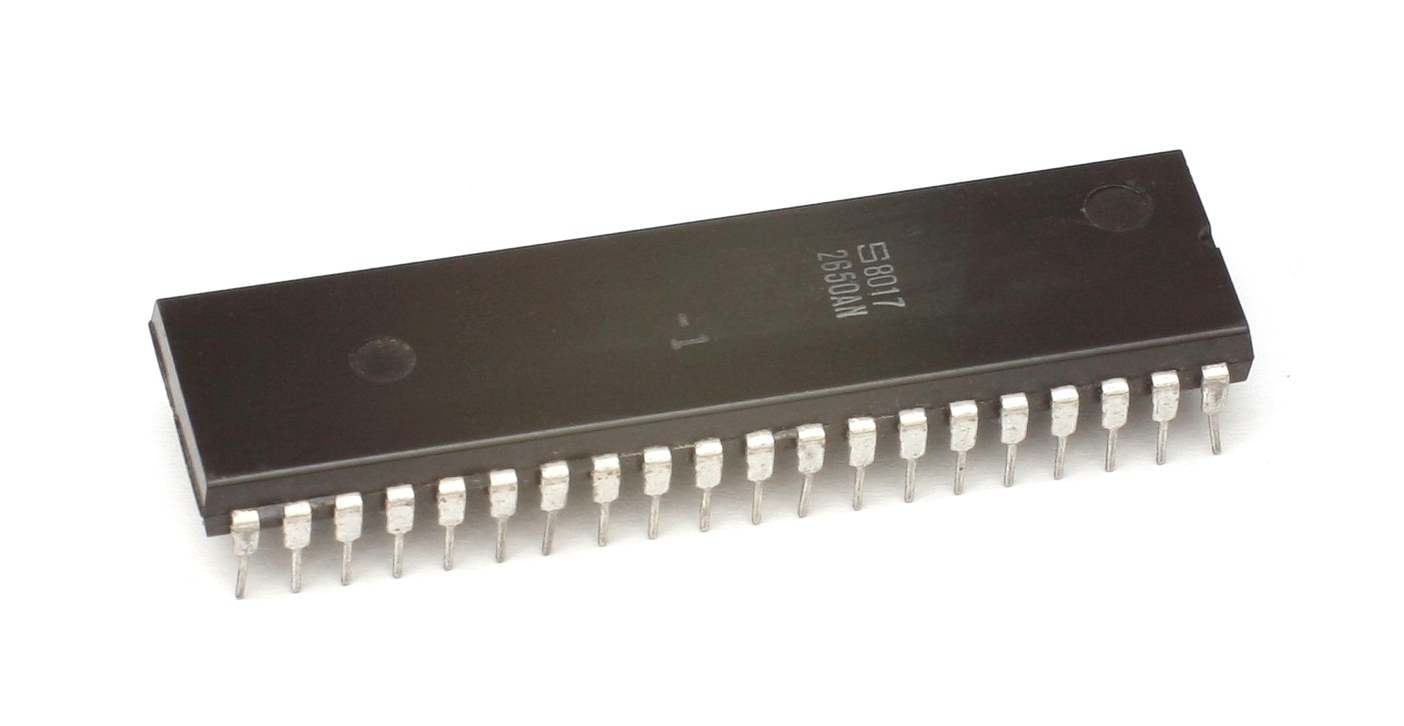
Signetics 2650

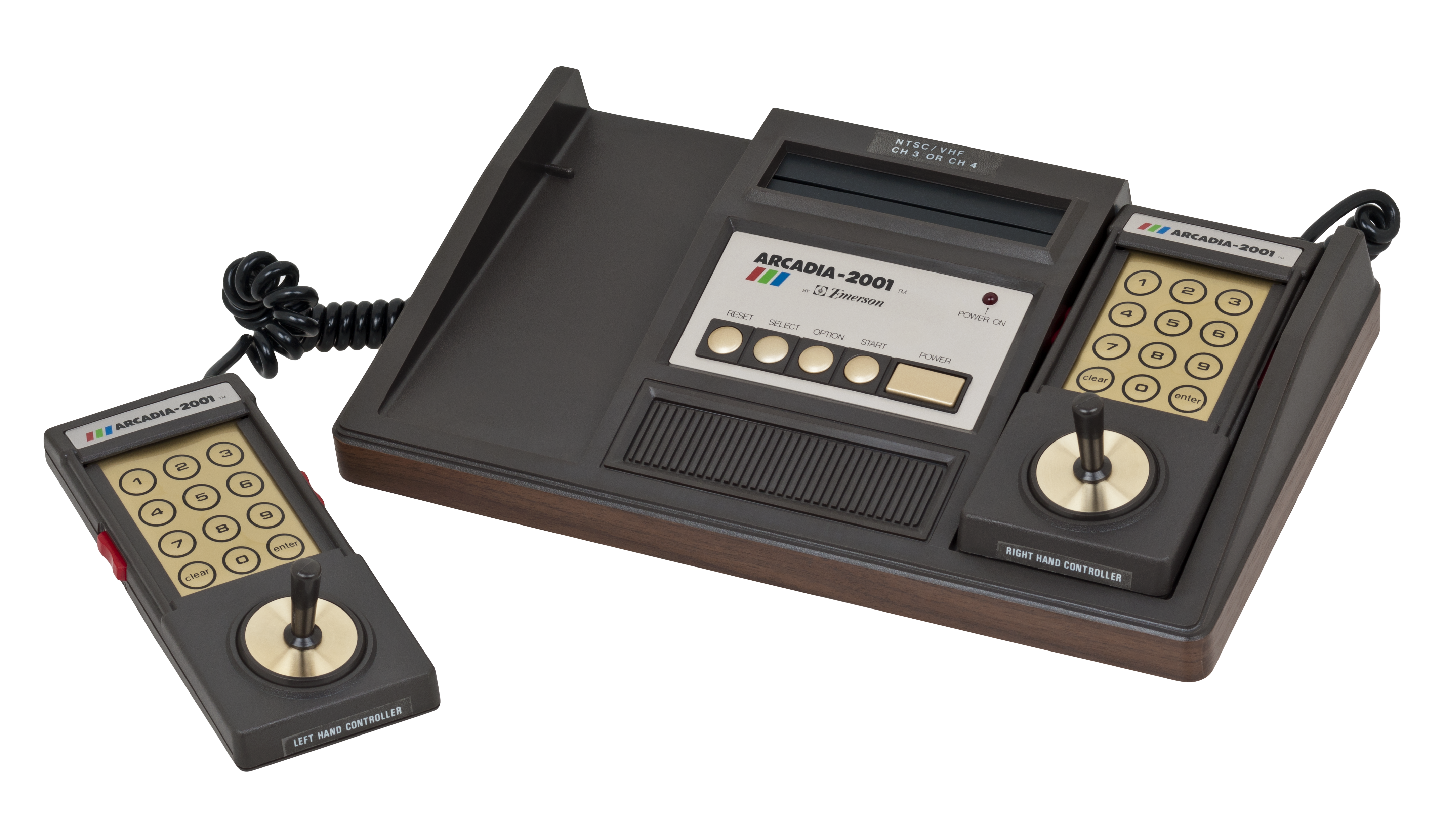
Herní konzole Arcadia 2001 s obvodem Signetics 2650

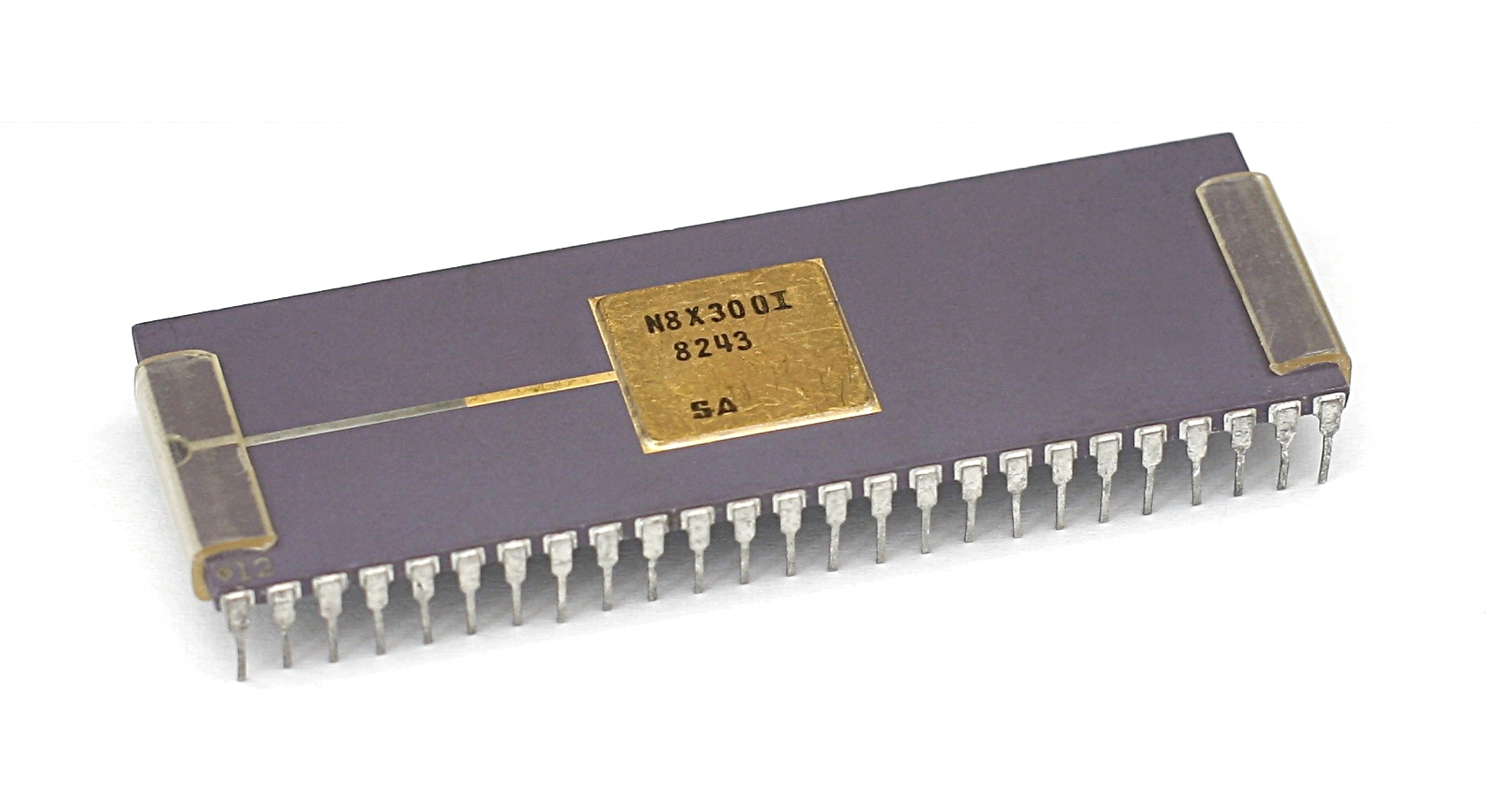
N8X300I

Společnost Signetics byla v polovině šedesátých let 20. století největším americkým výrobcem integrovaných obvodů. V sedmdesátých letech vyvinula mj. mikroprocesory Signetics 2650, 8X300 a v licenci vyráběla např. procesory Motorola 68000. Obvod Signetics 2513 byl používán mj. ve videohrách Atari a v počítačích Apple. Od roku 2000 je Signetics součástí korejské Young Poong Group.

## Založení společnosti
Signetics byla založena v roce 1961 skupinou inženýrů, která opustila Fairchild Semiconductor. V té době se Fairchild Semiconductor zaměřovala převážně na výrobu tranzistorů. Zakladatelé společnosti Signetics věřili, že budoucností elektroniky jsou integrované obvody. Financování nové společnosti zajistila banka Lehman Brothers, která poskytla do začátku 1 mil. dolarů. 

## Počáteční období (1961–1962)
Společnost nejprve vyvinula řadu standardních integrovaných obvodů DTL, kterou představila roku 1962. Počáteční kapitál byl rychle vyčerpán. Společnost potřebovala najít nového investora, což se podařilo. V listopadu 1962 investovala 1,7 mil. dolarů společnost Corning Glass výměnou za 51% vlastnictví. Tato částka umožnila přežití a hodně z ní bylo investováno do marketingu a prodejní kampaně.

## Úspěšné období (1963–1964)
V roce 1963 se ministerstvo obrany rozhodlo zahájit posun směrem od elektronek k mikroelektronice a integrovaným obvodům, vzhledem k jejich malé velikosti, vyšší spolehlivosti a nižší spotřebě energie. Společnost Signetics z toho vytěžila.
Na podzim roku 1963 a po většinu roku 1964 se zvyšovaly tržby a společnost se stala ziskovou. Rostla, najala více inženýrů a roku 1964 otevřela nový velký výrobní závod v Sunnyvale ve státě Kalifornie. Později rozšířila výrobu i do továren v Oremu (Utah) a Albuquerque (New Mexico). V této době byla zdaleka největším výrobcem integrovaných obvodů v Silicon Valley.

## Odchod původních zakladatelů
V roce 1964 se do výroby integrovaných obvodů začala tlačit Fairchild Semiconductor, která zkopírované integrované obvody Signetics nabízela levněji. Společnost Signetics se snažila cenově konkurovat a začala znovu prodělávat. Ze strany většinového vlastníka (Corning Glass) bylo situace chápána jako výsledek špatného řízení. Většina původních zakladatelů společnosti Signetics musela odejít.

## NE555
Časem se společnost podařilo stabilizovat a stala se opět ziskovou, ale nikdy už nezískala vedoucí pozici na trhu integrovaných obvodů. Stále ovšem byla jejich významným výrobcem. Pokračovala v inovacích v oblasti integrovaných obvodů. Roku 1971 její externí spolupracovník Hans R. Camenzind vyvinul integrovaný obvod NE555. Byl to první a jediný komerční integrovaný časovač v té době a měl velký úspěch na trhu. V současnosti (2012) se obvod stále ještě vyrábí a to jak původní varianta, tak i modifikovaná novější verze obvodu (provedení CMOS).

## Akvizice
Roku 1975 byla Signetics převzata společností Philips. Později byla plně začleněna do Philips Semiconductors (nyní NXP). Od roku 2000 je Signetics ve vlastnictví korejské Young Poong Group, která má sídlo v Soulu.